# Fensterbild
Das Fensterbild bezeichnet meist ein Bild, das als dekoratives Wohnaccessoire auf einem Fenster befestigt ist. Daneben kann damit ein Bild aus Glas gemeint sein, das die Scheibe eines Fensters bildet. Es handelt sich um ein motivisch gestaltetes Glasfenster wie zum Beispiel die Fenster gotischer Kathedralen. Schließlich bezeichnet es eine Fotografie, Grafik oder Malerei, auf dem ein Fenster dargestellt ist.

## Wohnaccessoire
Das Fensterbild als Wohnaccessoire ist ein an einer Fensterscheibe befestigtes, oft durchsichtiges Bild. Es dient als Dekoration, als Sichtschutz oder schützt vor Vogelschlag. Die Motive beziehen sich häufig auf Jahreszeiten oder Feste wie Ostern und Weihnachten. Ist es selbst hergestellt, bildet es einen ganz persönlichen Schmuck für zuhause und gehört in den Bereich des handwerklichen Bastelns oder künstlerisch-kreativen Hobbys. Ebenso lassen sich fertige Produkte kaufen, zum Beispiel Window-Sticker. Fensterbilder bestehen aus Papier, Pappe, selbstklebender Folie oder anderen Materialien.

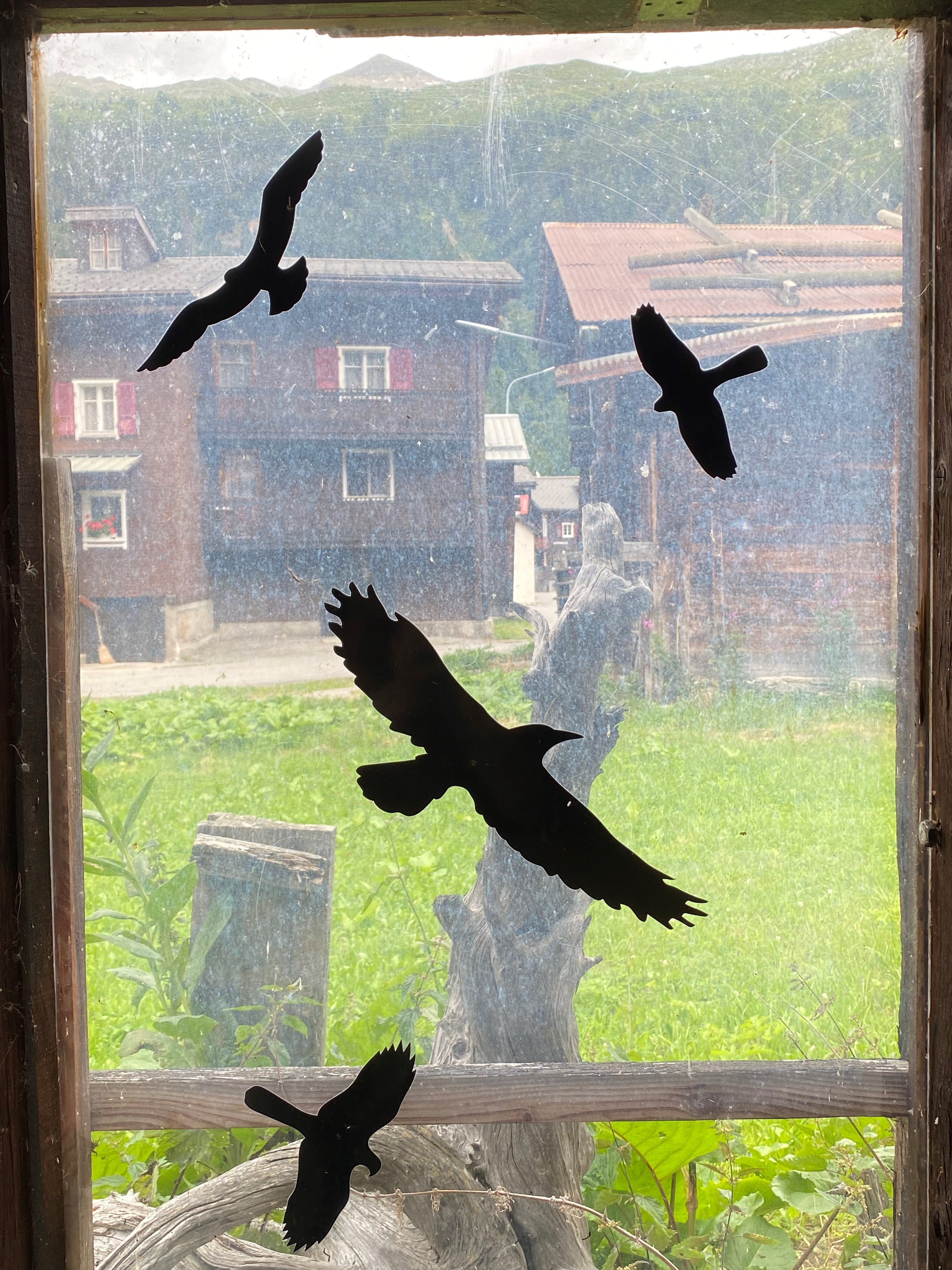
Vogelsilhouetten zum Schutz vor Vogelschlag. Oberwald (Wallis / Schweiz).

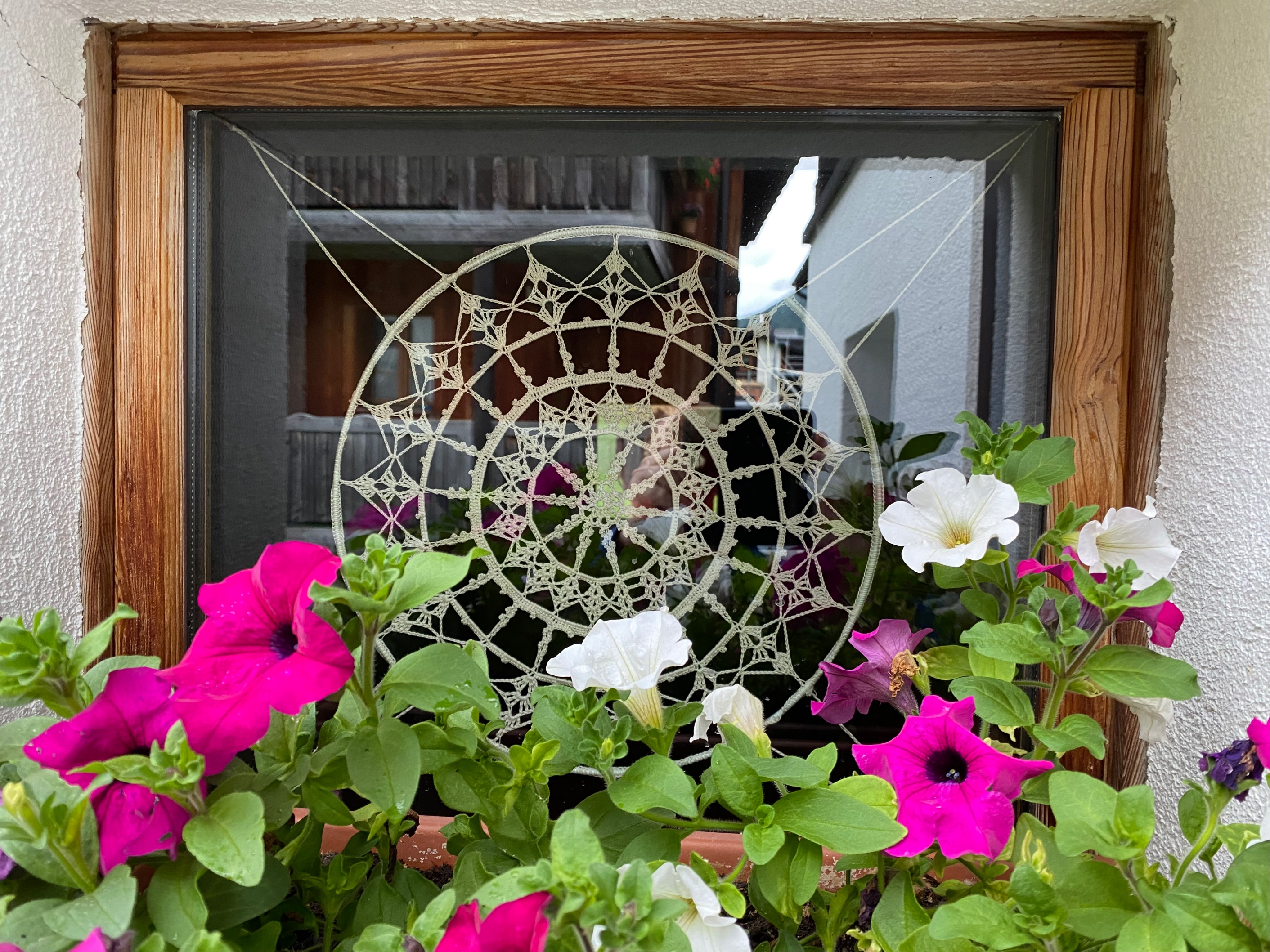
Selbstgehäkelter Kreis als Fensterdekoration. Oberwald (Wallis / Schweiz).

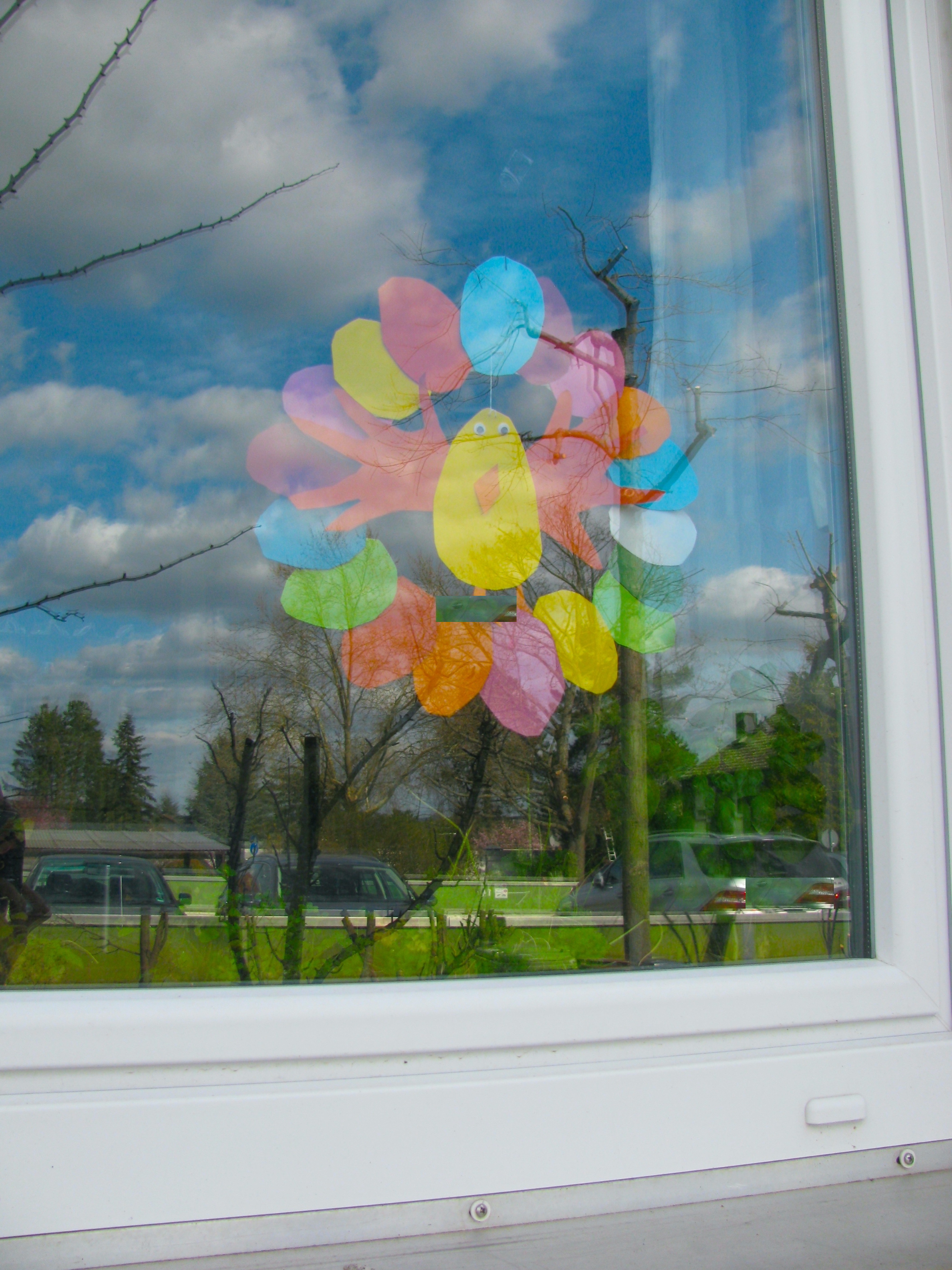
Selbstgebasteltes Fensterbild aus Papier mit Ostermotiv. Mainz.

## Glasfenster
Die Glasmalerei der Fenster romanischer und gotischer Kirchen ist ein charakteristisches Stilmerkmal. Eine herausragende Rolle spielt sie in der Gotik, als die Wandflächen größtenteils durch Fenster ersetzt und die Wandmalerei in die Fensterflächen verlegt wird.

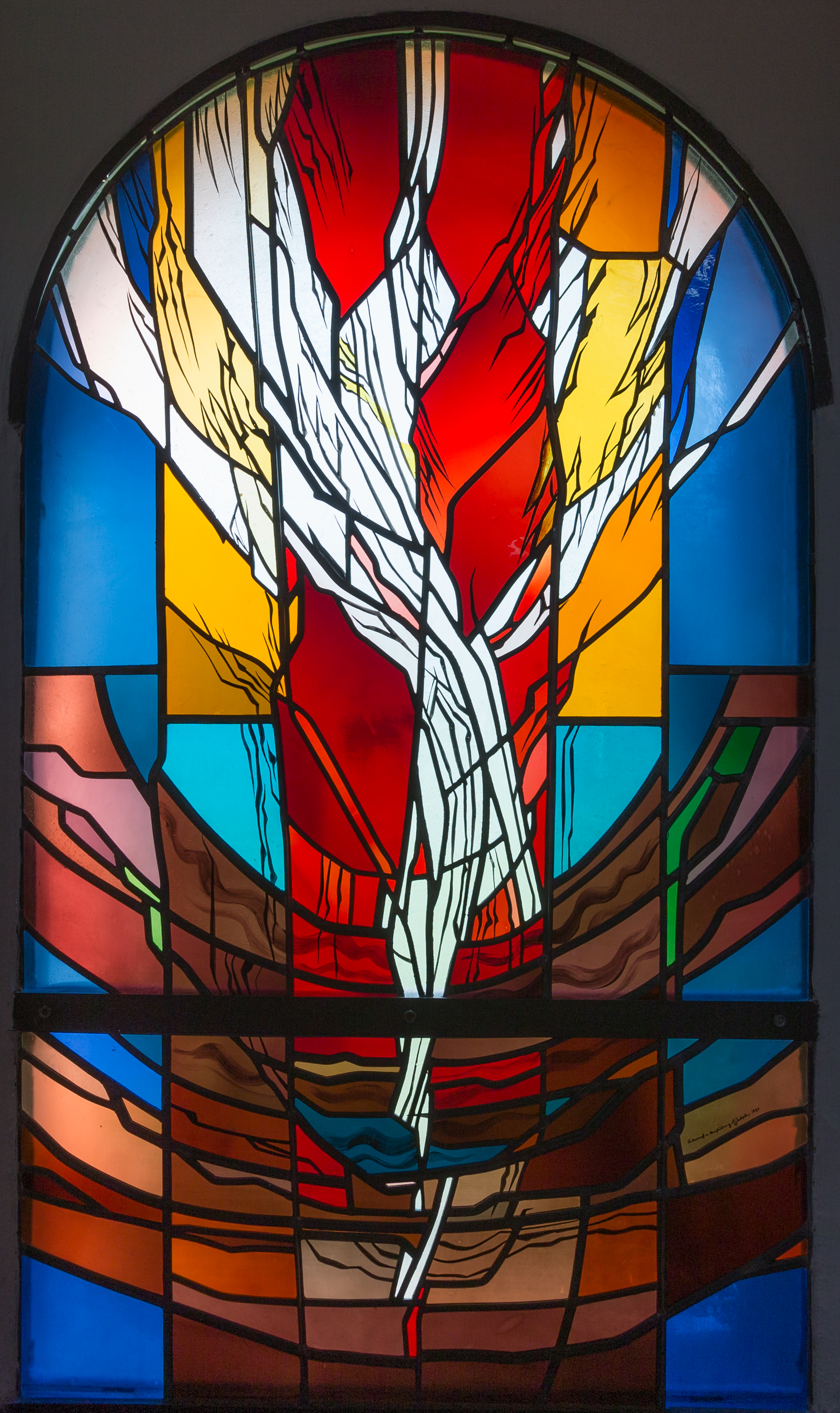
Modernes Kirchenfenster von Hans-Jörg Ott, Evangelische Kirche Oberndorf (Solms, Lahn-Dill-Kreis, Hessen).

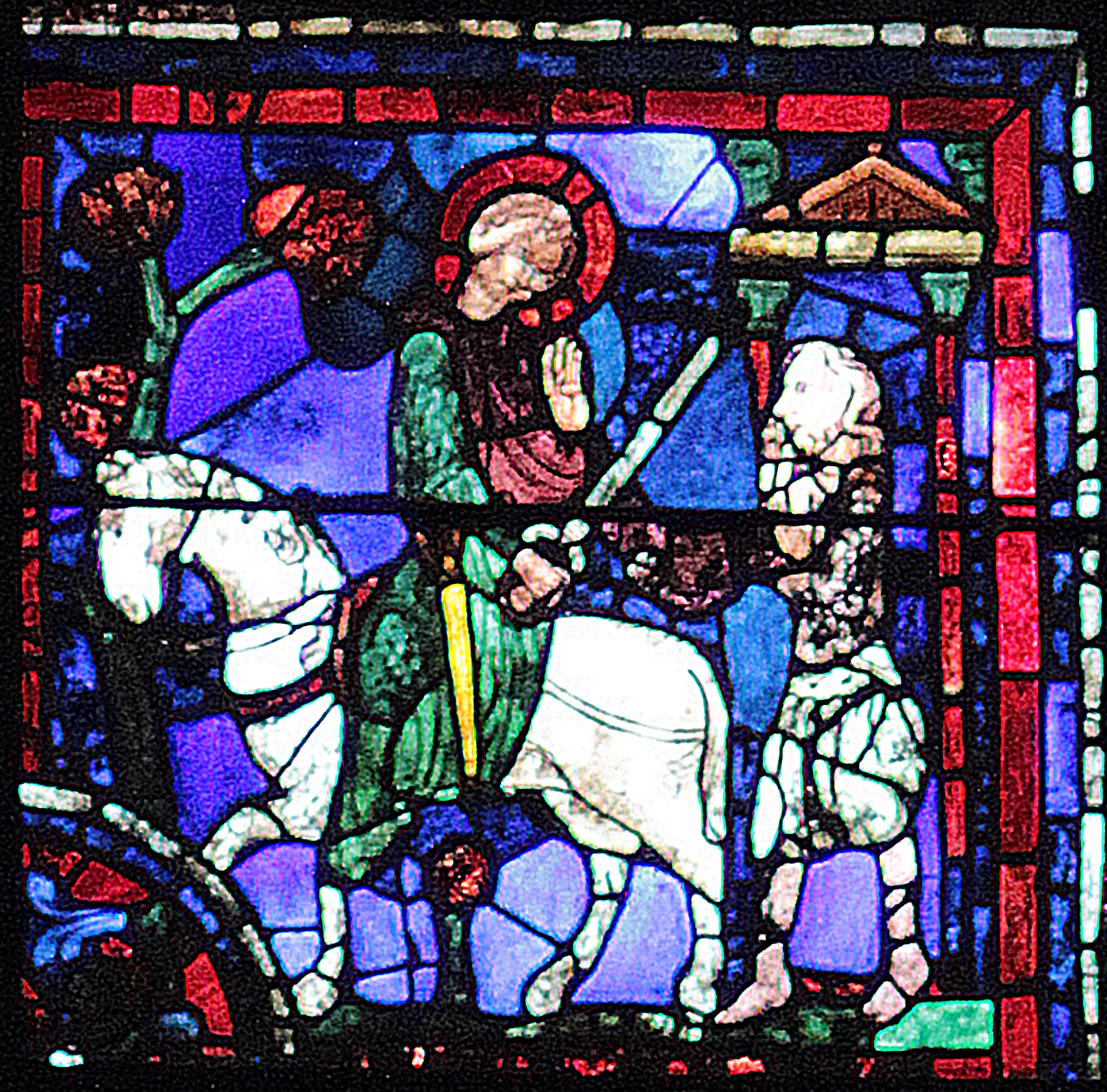
Gotisches Kirchen-Fensterbild: Heiliger Martin teilt seinen Mantel für einen Bettler. Buntglasfenster Das Leben des Heiligen Martin in der Kathedrale von Chartres, Detail, 13. Jahrhundert.

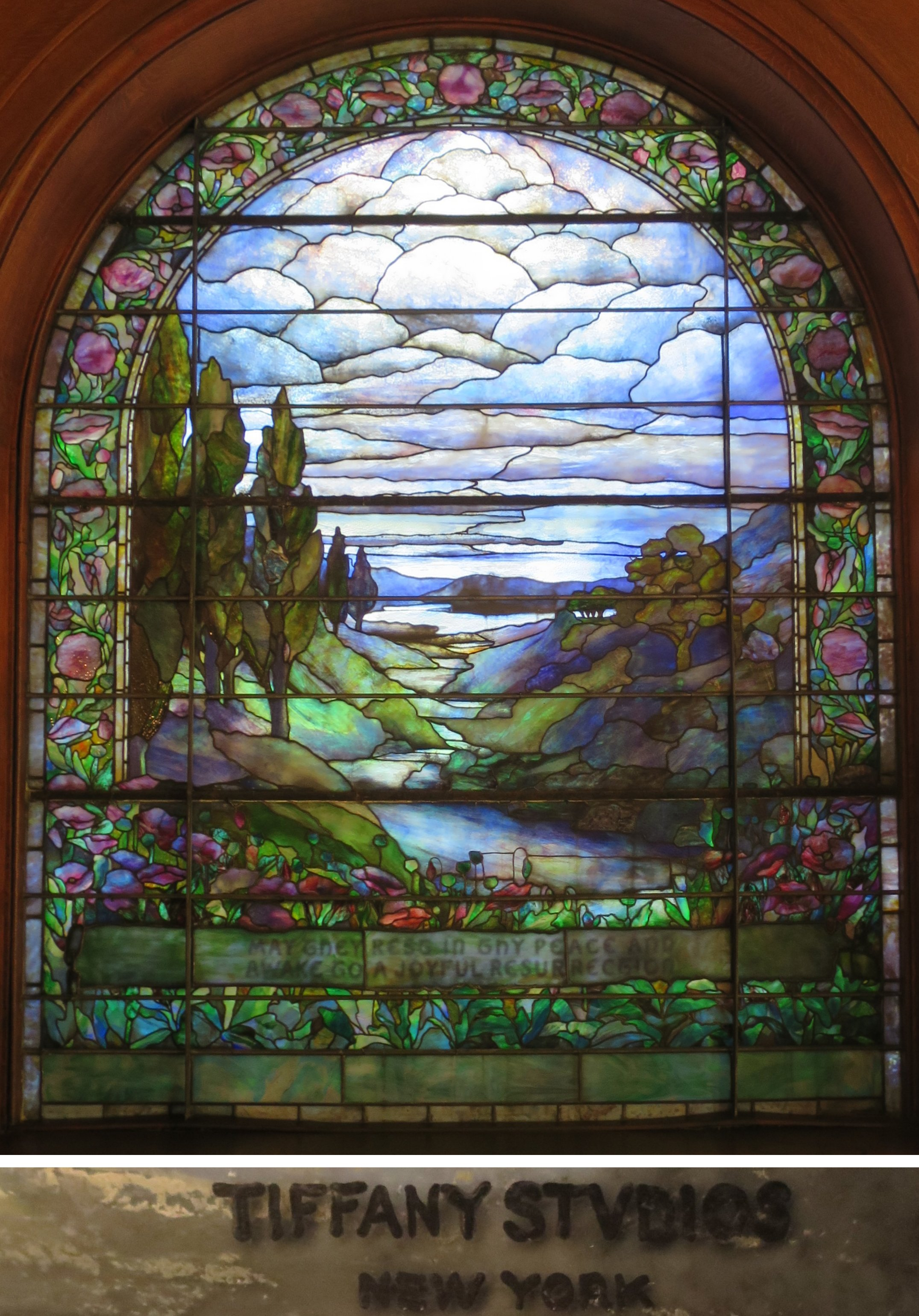
Profanes Jugendstil-Fensterbild: Louis Comfort Tiffany: Landschaft. Um 1900, Woodland Cemetery chapel, Dayton, Ohio.

## Kunst
Das Fensterbild in der Malerei oder Grafik ist eine untergeordnete Bildgattung, die sich je nach Motiv den Hauptgattungen Architektur, Genre, Interieur, Landschaft oder Porträt zuordnen lässt. Es stellt entweder ein Fenster von außen dar mit Blick nach innen oder von innen mit Blick nach draußen. Das Fenster kann bildparallel, schräg gestellt oder lediglich im Ausschnitt zu sehen sein. Häufig lehnt sich eine Person aus dem Fenster, so dass das Fenster einen zusätzlichen Rahmen bildet.
Fensterbilder lassen sich sehr unterschiedlich interpretieren. Die Maler können mit den technischen Mitteln der Trompe-l’œil-Malerei, mit einer augentäuschend naturnahen Darstellungsweise, ihre Kunstfertigkeit zeigen, so dass Käufer damit repräsentieren können. Außerdem können Fensterbilder die Sehnsucht nach der Ferne oder auch Abgeschlossenheit und Eingeschlossensein thematisieren. Sie bilden eine Markierung zwischen der Sphäre des Heimeligen, Individuellen und der feindlichen Welt draußen, zwischen innen und außen, Privatheit und Öffentlichkeit. Im 20. und 21. Jahrhundert stellen Maler zunehmend die Durchsichtigkeit des Fensters in den Vordergrund. Das Fensterbild soll damit zur grundsätzlichen Reflexion über das Bild anregen und den Prozess des Sehens verdeutlichen.

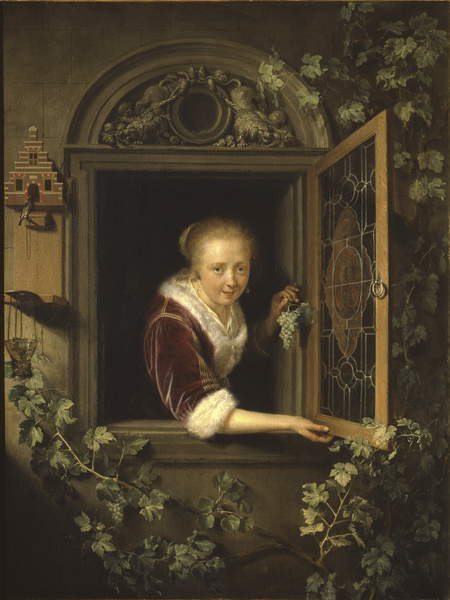
Gerrit oder Gerard Dou: Junge Frau am Fenster mit einer Weintraube, 1622.

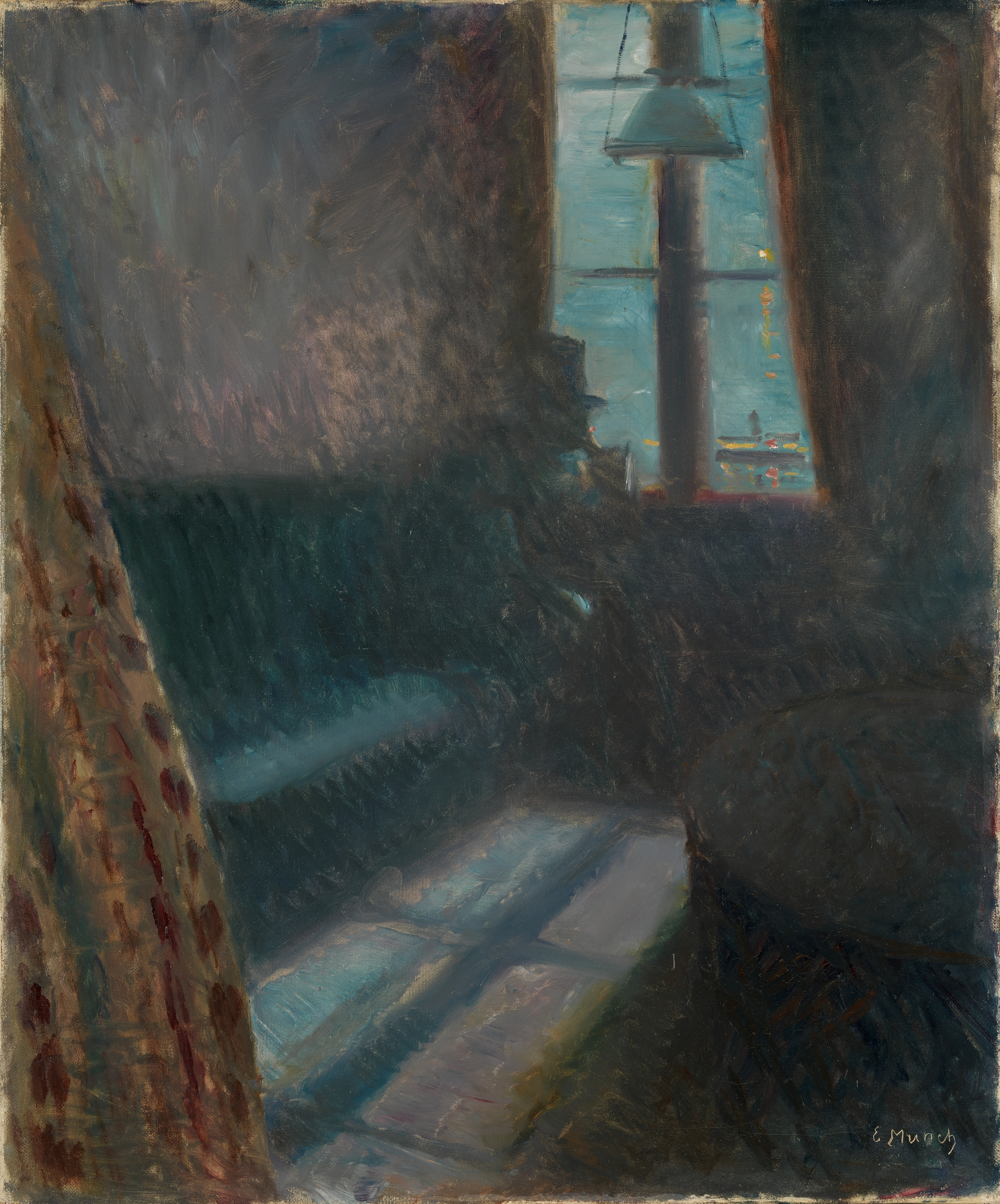
Edvard Munch: Nacht in Saint Claude, 1890.

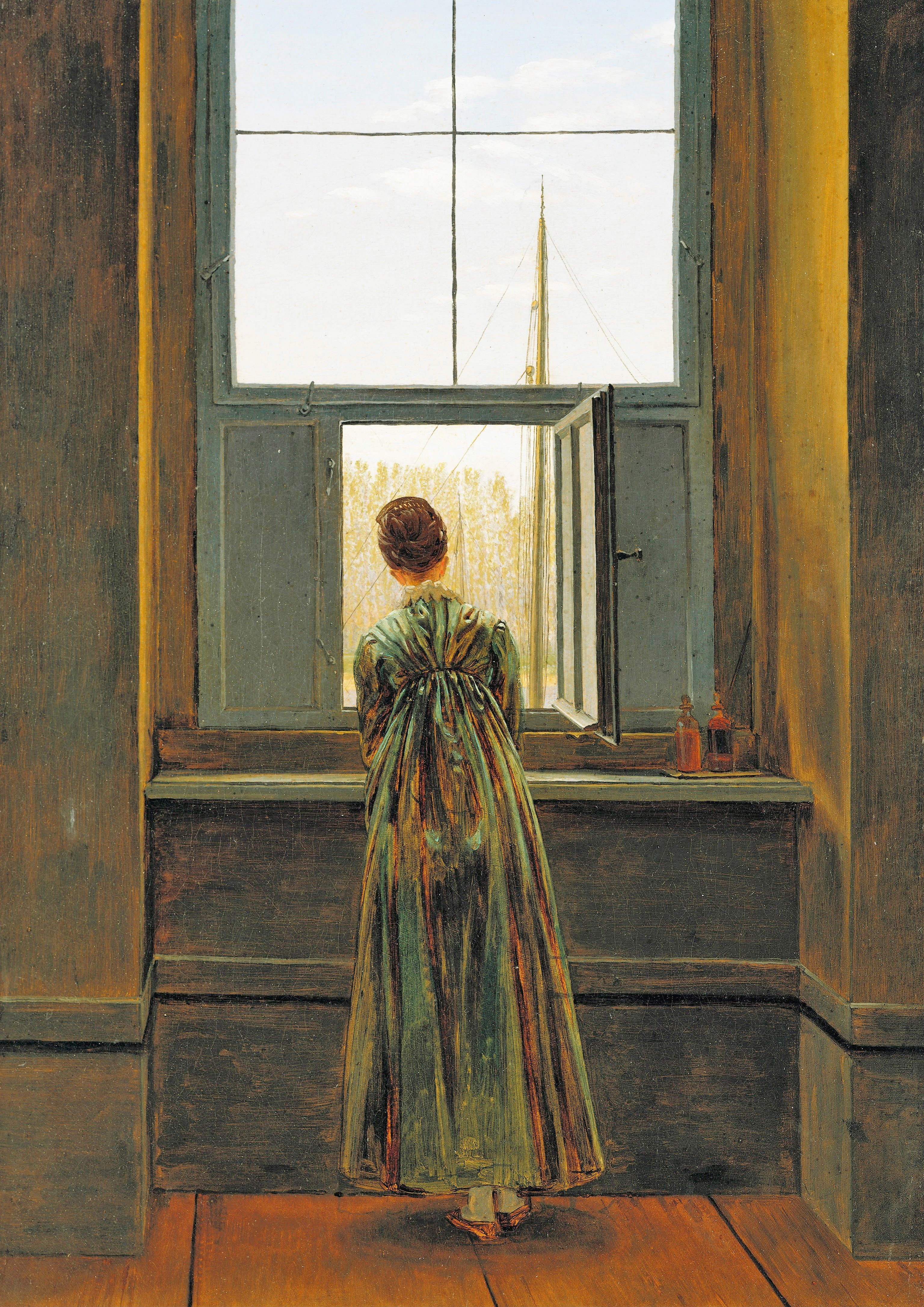
Caspar David Friedrich: Frau am Fenster, 1822.

## Fotografie
Fotografien von Fenstern können historische oder moderne Fenster abbilden, unterschiedliche Fensterformen dokumentieren, zu Werbezwecken dienen oder künstlerischen Zwecken dienen.

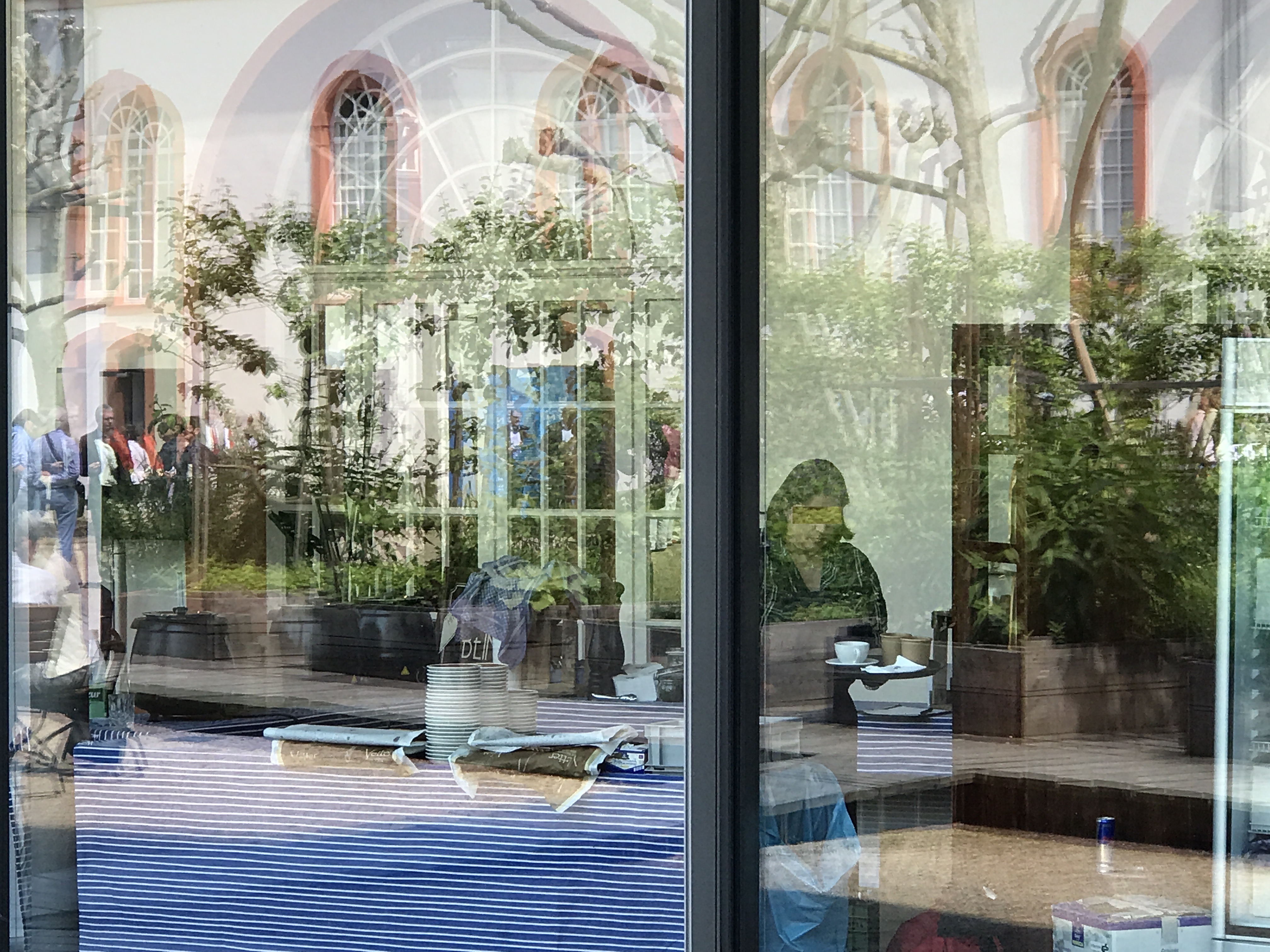
Fenster im Innenhof des Mainzer Landesmuseums mit irritierenden Spiegelungen. Fotografie 2017.

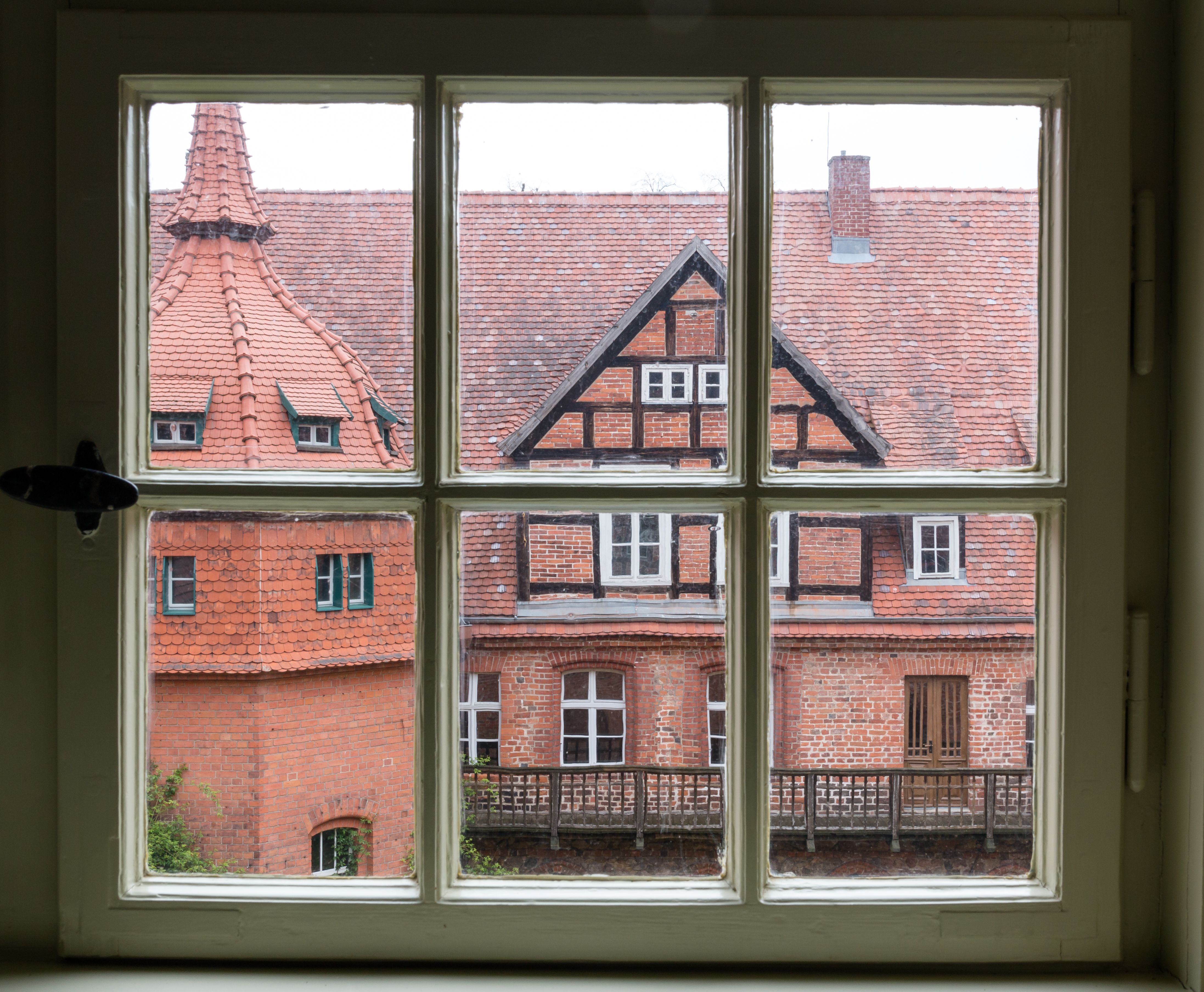
Blick aus einem Fenster im Dormitorium, Kloster Stift zum Heiligengrabe, Fotografie 2017.

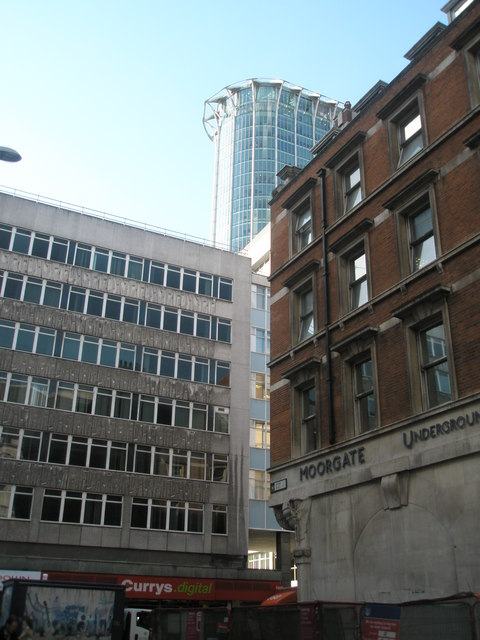
Hochhäuser in London vom Moor-Platz aus gesehen. Fotografie 2010.